# ビェロヴァル
ビェロヴァル（クロアチア語:Bjelovar）は中央クロアチア・ビェロヴァル＝ビロゴラ郡の都市で郡都である。

## 地勢
ビェロヴァルはビロゴラ高原（Bilogora）の南側に位置し標高135mである。ビェロヴァル＝ビロゴラ郡の郡都で経済、文化の中心都市でもある。幹線道路の交差地点でザグレブやスラヴォニア西部を結ぶ道路とポドラヴィア地方やオシエク方面を結ぶ道路が接続する。ビェロヴァルの面積は191.9km²を占め、北東部は平均標高150～200mのビロゴラ呼ばれる長い高原が広がっている。気候は大陸性気候で、冬季は北の季節風が吹き春にかけては東風が強くなる。この期間とても寒くなる場合もある。夏季は南風が吹き、気温や湿度が上がる。年平均降水量は900mmで年平均気温は12℃である。

## 歴史
新石器時代より人が住んでいたとされ、様々な文化が生まれていた。最初に文書に記録されたのは1413年のことで、1756年にマリア・テレジアの要求によって要塞が築かれた。クロアチア中央部をオスマン帝国の侵入から防ぐ役割を果たしていた。1874年にバンであるイヴァン・マジュラニッチ（Ban Ivan Mažuranić）によって自由都市として宣言された。1991年9月29日のクロアチア紛争時に町を守って亡くなった人々を祈念した戦争記念箇所などがある。

## 人口
2001年現在人口は42,753人で、90%以上をクロアチア人が占める。
- クロアチア人: 37,895人 (90,51%)
- セルビア人: 1,980人 (4,73%)
- アルバニア人: 195人 (0,47%)
- チェコ人: 188人 (0,44%)
- その他: 995人 (2,28%)

## 姉妹都市
- - イモツキ、クロアチア
- - ノヴァリャ、クロアチア
- - パクラツ、クロアチア
- - ルビエーラ、イタリア
- - ヴィソコ、ボスニア・ヘルツェゴビナ

## 出身者
- オグニェン・ヴコイェヴィッチ - サッカー選手
- イヴァン・ガビジャン - ハンマー投げ選手
- ゾラン・マミッチ - サッカー選手、サッカー指導者